# هری بارتون (بازیکن فوتبال)
هری بارتون (انگلیسی: Harry Barton؛ 1874 – ۱۹۵۴ (۷۹−۸۰ سال)) بازیکن فوتبال بود.
از باشگاه‌هایی که در آن بازی کرده‌است می‌توان به باشگاه فوتبال واتفورد، باشگاه فوتبال نورتویچ ویکتوریا، و باشگاه فوتبال گریمزبی تاون اشاره کرد.